# Serra de les Palmes
La Serra de les Palmes és una serra situada al municipi de Toses a la comarca del Ripollès, amb una elevació màxima de 1.639 metres.